# 口红花

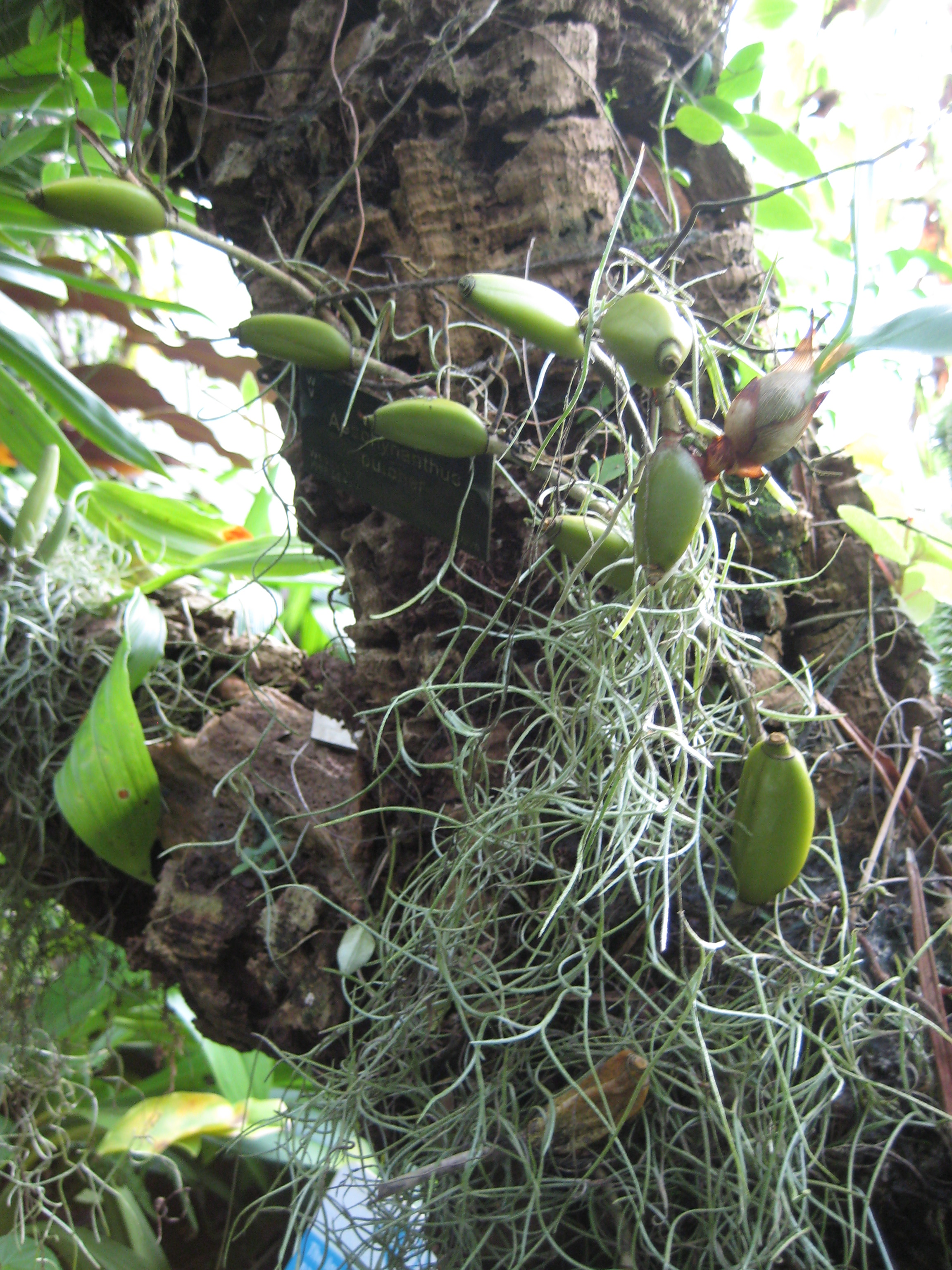

口红花（学名：Aeschynanthus pulcher），由(Blume) G.Don在1837年命名。中国亦常见名称为毛萼口红花。同属常见种类为美丽口红花（Aeschynanthus speciosus）。口红花别名毛子草或口红吊兰，苦苣苔科口红花属植物。原产印度尼西亚一带，茎可下垂长达１米左右，有附生性，花萼筒状从花萼中伸出，花色亮丽，花期长，为良好的中小型观光植物。口红花为多年生常绿藤本植物，尤喜温暖、潮湿的半阴环境，而不耐寒，要求排水良好因此亦适合室内吊盆栽培。
2002年，中国南方引进栽培。 